# Neemolie

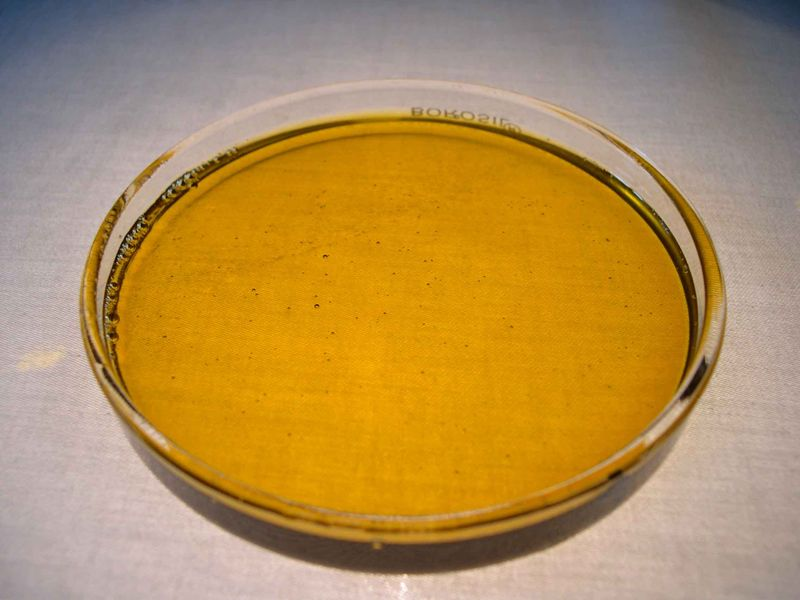
Neemolie

Neemolie is een plantaardige olie die wordt gemaakt van de pitten en olijf-vormige vruchten van de Aziatische Neemboom, ook wel Azadirachta indica of Margosaboom genoemd, behorend tot de Meliaceaefamilie. 

## De olie en het gebruik van de olie
De olie wordt in Azië gebruik als medicinale olie. Zo wordt deze gebruikt als insecticide, tegen huidinfecties (eczeem) en tegen ontstekingen. De olie is dik en stroperig en heeft een sterke geur; sommigen vinden het naar zwavel ruiken, anderen naar knoflook of uien. Deze geur is het sterkst aanwezig bij koudgeperste neemolie, maar bij sommige industriële varianten heeft het product bijna geen geur. De kleur van de olie kan variëren van goudgeel, bruinig, groenig tot roodachtig. De olie wordt ook gebruikt als haarolie of in shampoos. Ook wordt er zeep (neemzeep) van de olie gemaakt.